# Mariä Himmelfahrt (Stausebach)

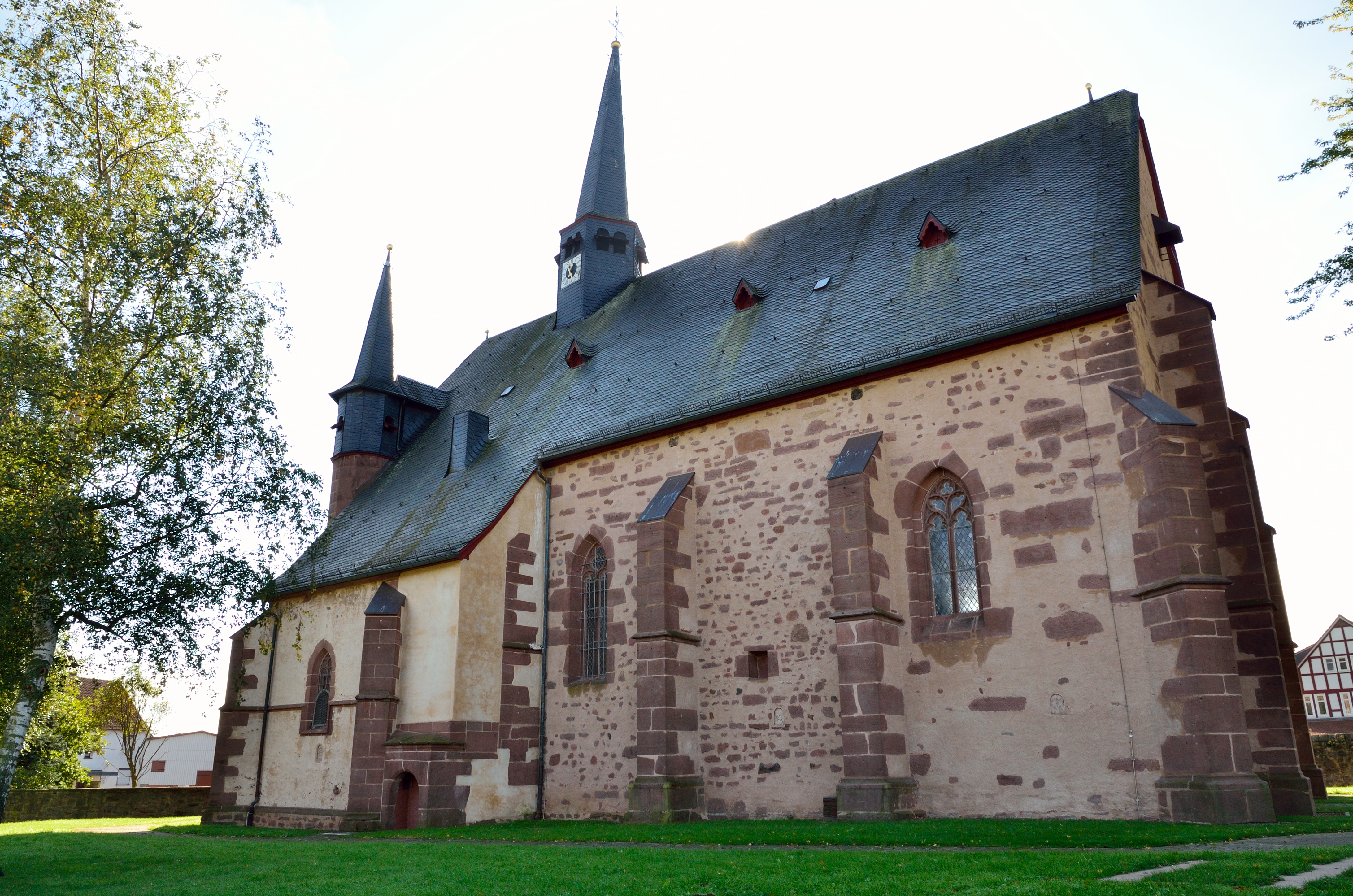
Stausebach – Mariä Himmelfahrt

Die katholische Filialkirche Mariä Himmelfahrt in der Pfarrei St. Bonifatius Amöneburger Land im Dekanat Marburg-Amöneburg des Bistums Fulda, ist ein denkmalgeschütztes Kirchengebäude in Stausebach, einem Stadtteil von Kirchhain im Landkreis Marburg-Biedenkopf in Hessen.

## Beschreibung
Die Hallenkirche aus Bruchsteinen mit einem Langhaus aus einem breiten, etwas höherem  Mittelschiff und zwei schmalen Seitenschiffen mit drei Jochen und einem Chor im Osten mit zwei Jochen und einem 5/8-Schluss wurde Ende des 15. Jahrhunderts gebaut. An den Chor wurden nach Norden die Sakristei und ein polygonaler Treppenturm mit einem schiefergedeckten Aufsatz aus Holzfachwerk und einem spitzen Helm angebaut. Die Wände werden von Strebepfeilern gestützt. Aus dem Satteldach erhebt sich über dem Chor ein sechseckiger, mit einem spitzen Helm bedeckter Dachreiter, der die Turmuhr und den Glockenstuhl beherbergt.
Die Empore im Westen wurde an der Unterseite 1650 bemalt. Das Raumbild wird bestimmt durch den Hochaltar mit neugotisches Altarretabel und hohem Gesprenge. Am Chorbogen befindet sich eine steinerne Kanzel. Die erste Orgel wurde 1713 von Daniel Mütze gebaut. Sie wurde 1872 hinter dem alten Prospekt durch eine Orgel mit 10 Registern, einem Manual und Pedal ersetzt, die von der Orgelbauerfamilie Oestreich gebaut wurde. 2021–2022 erfolgte eine Restaurierung und Teilrekonstruktion durch Andreas Schmidt.